# André Vlaanderen
Cornelis André Vlaanderen (Amsterdam, 1 september 1881 – Brugge, 5 augustus 1955) was een Nederlands grafisch kunstenaar. 

## Levensloop

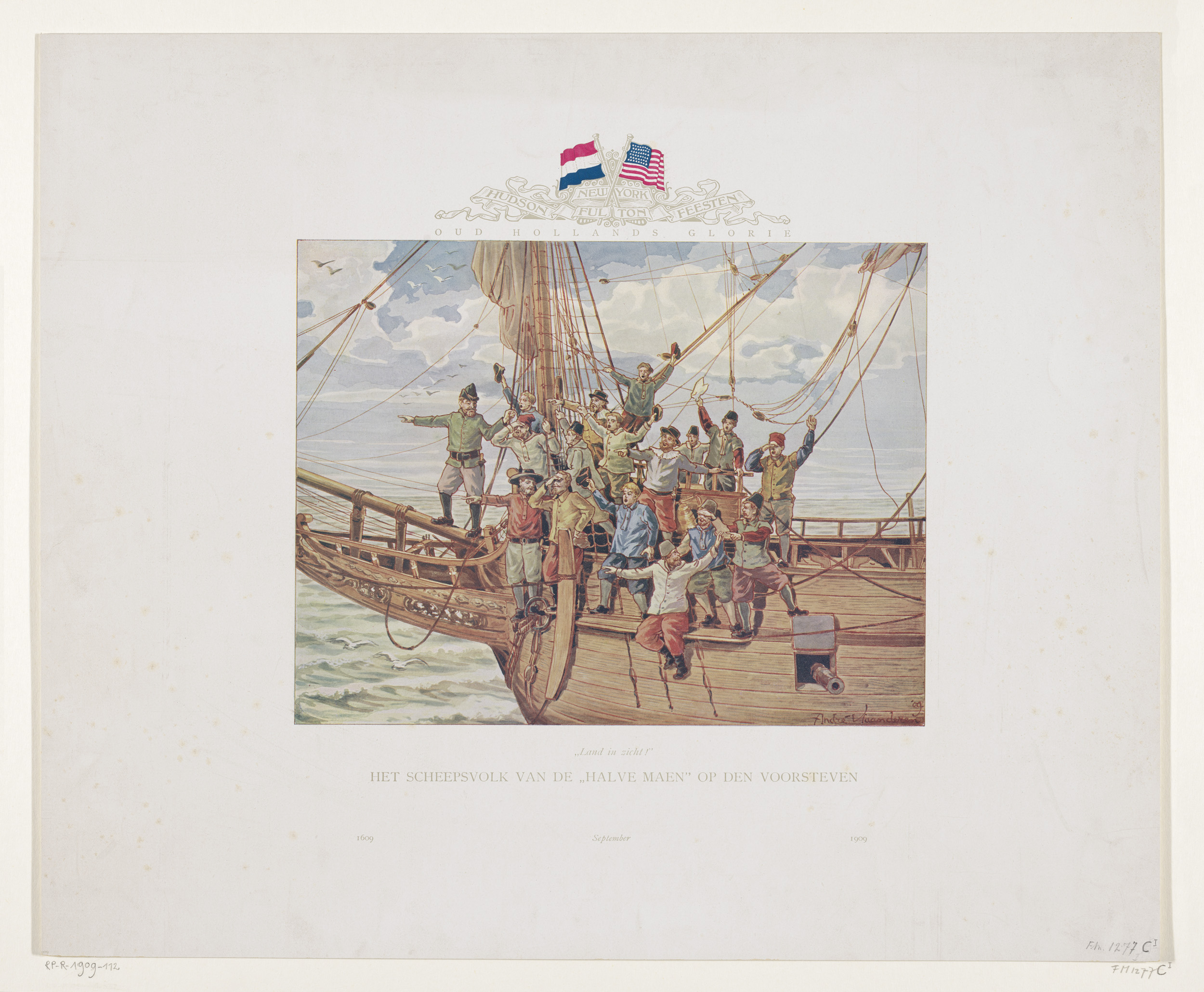
Een vroege tekening door André Vlaanderen (1909)

Hij werd geboren als zoon van een onbekende vader. Omdat zijn moeder Anna Louisa Laura Agneta Vlaanderen op 10 juli 1883 in Nieuwer Amstel kwam te overlijden, was André Vlaanderen nagenoeg zijn gehele jeugd pupil van het Hospice Wallon in Amsterdam. In 1899 verliet hij dit weeshuis.
Na de lagere school volgde hij van 1895 tot 1898 lessen op de Teekenschool voor Kunstambachten. Vlaanderen werd daar ingeschreven voor de cursus lithografie. Na een succesvolle afsluiting op deze school, liet hij zich in 1897 inschrijven op de Rijksacademie voor Beeldende Kunsten in Amsterdam. Tussen 1904 en 1910 was hij leraar op de avondcursussen van de Kunstnijverheidsschool Quellinus Amsterdam.
Van 1899 tot 1905 werkte Vlaanderen op het architectenbureau van Eduard Cuypers, dat bekendstond als een opleidingsatelier. Hier werkte hij onder andere mee aan de uitgave van dat bureau: Het Huis later Het Huis Oud en Nieuw. Hij verzorgde daarin de advertentierubriek.
In 1905 vertrok Vlaanderen bij Cuypers om voor zichzelf te beginnen. Vanaf die tijd ontwierp hij veel reclameopdrachten voor verschillende firma's, o.a. veel werk voor de Gazelle Rijwielfabriek in Dieren. Na Piet Pelle als beeldmerk van Gazelle ontstond de meer serieuze advertentieactie die door Vlaanderen werd ontworpen. Hij ging in 1914 werken voor Gazelle en bleef dit onregelmatig doen tot 1953. In die veertig jaar was hij de vormgever van de reclame-uitingen van het bedrijf, variërend van prijscouranten, advertenties in de vakpers en posters tot het handelsmerk van de firma en het balhoofdplaatje, dat in een art-deco-stijl is ontworpen. Ieder jaar wist hij weer een uniek omslag voor de prijscouranten te maken. De advertenties, speciaal voor het blad Kampioen van de ANWB, waren meestal in de vorm van beeldverhalen gesteld. In de jaren tien en twintig vervaardigde hij ruim vijfhonderd advertenties voor dit blad. Hij produceerde tussen 1920 en 1930 ook een twintigtal gratis promotieboekjes voor Gazelle.
Voor de AVRO ontwierp Vlaanderen het bekende embleem en verzorgde veel tekenwerk in de Avrobode. Hij behoorde ook tot de medewerkers van het tijdschrift De Bedrijfsreclame, dat in 1916 voor het eerst verscheen. Een bedrijf dat zich onderscheidde door het uitbrengen van gedenkdamast was de Koninklijke Weverij Van Dijk (Kodijko) in Eindhoven. Vanaf 1913 weefden zij ontwerpen van André Vlaanderen ter gelegenheid van bijvoorbeeld het eeuwfeest van de Nederlands onafhankelijkheid (1813-1913), België Resurgat 1918-1919, Volkenbond – Wereldvrede 1919-1920, Wilhelmina 1898-1923, de Europese Wereldvrede (1919), de eerste vliegtocht Amsterdam-Batavia door Van der Hoop met de Fokker F.VII H-NACC (1924) en de Londen-Melbourne-race van de KLM DC-2 'Uiver' PH-AJU (1934). In 1914 was hij gemobiliseerd in het Fort bij Velsen, waarvan hij de bergloods met decoratieve panelen als theater inrichtte. 
Van zijn hand kwamen voor ongeveer vijftig uitgeverijen talloze boekbanden, omslagen en illustraties tot stand. Hiervan zijn 205 opdrachten teruggevonden. Hij ontwierp ook affiches; tot heden zijn er daarvan 27 bekend.
Een voorbeeld van zijn kunst is de band van Antiek toerisme. Roman uit Oud-Egypte.

## In Gent en in Brugge
In augustus 1929 vestigde Vlaanderen zich in België, eerst in Gent en vanaf augustus 1930 in Brugge. Eerst woonde hij in de randgemeenten Sint-Andries en Assebroek, om vanaf 1939 en tot aan zijn dood in de historische stad, op het adres Spiegelrei 24 te wonen.
Hij integreerde zich vlug in de Brugse artistieke wereld en werd lid van de informele kunstenaarsvereniging De Maffia. 
Tussen 1940 en 1945 maakte hij 160 ex librissen, die zijn afgebeeld in het bekende boek van A.G. Stainforth, CLX ex-librissen van André Vlaanderen, dat in 1946 verscheen; in 1992 kwam er een vervolg uit met zijn overige 69 ex librissen.
Hij maakte ook tekeningen en aquarellen met Brugse stadsgezichten, wat hem doet behoren tot de zogenaamde Brugse School.
In 1954 gaf hij een zeldzame overzichtstentoonstelling in Brugge, met 71 schilderijen, krijttekeningen, aquarellen en lithografieën.
Zijn banden met Amsterdam bleven bestaan.

## Publicaties
- Het Letterteekenen en Letters in hun praktische, ornamentele en decoratieve toepassing, een vakboek, Amsterdam, 1933.
- Het ex-libris, voorwerp van zinrijke kleinkunst, in: Hedendaagsche Kunst, 1936.
- Zwart op Wit, handleiding bij het penteekenen en aanverwante illustratietechnieken, Antwerpen, 1941.
- Kort begrip en toepassing van de grondbeginselen der perspectief voor schilders  en teekenaars. In het Nederlandsch bewerkt door André Vlaanderen, naar C. Farcy, 1942.
- Teekens en symbolen, Amsterdam, weduwe J. Ahrend en Zoon, 1946.
- Het zien van Kunst en de kunst van het zien, 1951.
- De zin van het ex-libris en van het ex-libris verzamelen, Antwerpen, 1952.

## Privé
André Vlaanderen trouwde in 1906 met Augusta Varangot (1882-1976), een meisje dat hij in het weeshuis leerde kennen en met wie hij twee kinderen had.
Hij trouwde een tweede maal met Petronella Andringa (Amsterdam, 1882 – Brugge, 1948), met wie hij drie kinderen had.